# اوموی
اوموی (به لاتین: Åmøy) یک جزیره در نروژ است که در Rennesøy واقع شده‌است. اوموی ۶۱۸ نفر جمعیت دارد.